# Nello Sàito
Œuvres principales
Dentro e fuori
Nello Sàito, né le 19 avril 1920 à Rome et mort le 16 octobre 2006 à Rome en Italie, est un professeur d'université, spécialiste de littérature allemande, et écrivain italien.

## Biographie
Nello Sàito est professeur de littérature germanique avant d'écrire ses premiers romans au lendemain de la Seconde Guerre mondiale puis s'orienter à la fin des années 1960 vers l'écriture de comédies et satires théâtrales. Il a également fait des traductions d'écrivains allemands et écrit des essais sur ceux-ci.

## Œuvres
- Maria e i soldati, 1947 – prix Vendemmia 1948
- Gli avventurosi siciliani, éd. Hacca, 1954
- Dentro e fuori, 1970 – prix Viareggio 1970
- Quattro guitti all'Università, 1994
- I cattedratici (théâtre), 1969
- Come è bello morire (théâtre), éd. Ridotto
- Copione la rivoluzione è finita (théâtre), éd. Bulzoni
- Es (théâtre)
- Fix (théâtre)
- Il maestro Pip (théâtre)
- La vita è donna ? (théâtre), 1994
- Pinocchio studioso (théâtre), éditions Ila Palma.